# Dick Jones

a Compétitions nationales et continentales officielles uniquement.

b Matchs officiels uniquement.
Dernière mise à jour le 21 avril 2023.
Richard Hughes « Dick » Jones, né le 27 novembre 1878 et mort le 24 novembre 1958 à Swansea, est un joueur de rugby gallois évoluant au poste de demi d'ouverture pour le Pays de Galles.

## Carrière
Dick Jones dispute son premier test match le 16 mars 1901 contre l'Équipe d'Irlande de rugby à XV en compagnie de Dicky Owen. Il dispute son dernier test match contre l'équipe d'Angleterre le 15 janvier 1910. Il joue quinze matchs en équipe nationale et inscrit trois essais. Il fait ses débuts pour Swansea RFC en 1899 et il dispute avec le club les 12 saisons suivantes. Il participe activement à l'âge d'or du club, il fait partie de l'équipe de Swansea qui obtint la victoire sur l'Australie en 1908.

## Palmarès
- Victoires dans le Tournoi britannique en 1902, 1905, 1908 et 1909
- triple couronne en 1902, 1905, 1908 et 1909

## Statistiques en équipe nationale
- 15 sélections
- 9 points (3 essais)
- Sélections par année : 1 en 1901, 1 en 1902, 3 en 1904, 1 en 1905, 3 en 1908, 4 en 1909, 2 en 1910
- Participation à 6 tournois britanniques en 1901, 1902, 1904, 1905, 1908, 1909
- Participation au Tournoi des cinq nations 1910